# Cees Stam

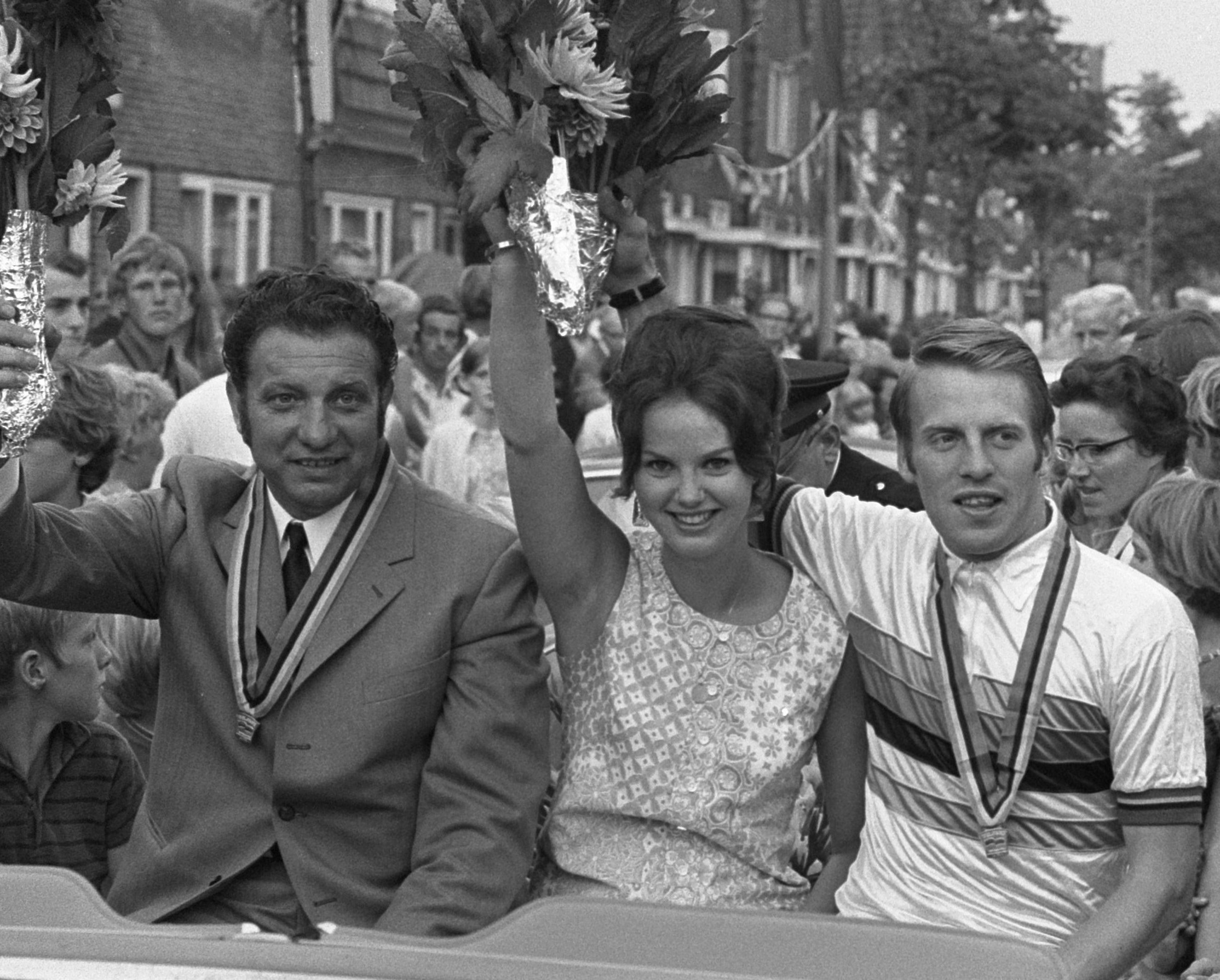
Amatörvärldsmästaren Cees Stam till höger och Stams pacer Joop Stakenburg till vänster (i mitten Fru Stam) hyllas i Koog aan de Zaan 1970.

Cees Stam, född den 20 november 1945 i Koog aan de Zaan, är en nederländsk tidigare bancyklist som var specialist på discipliner med motorpace, speciellt stayer, och som amatör blev han världsmästare i denna disciplin 1970 och upprepade detta sedan som professionell 1973, 1974 och 1977 (VM-medaljör alla år från 1968 till 1979 – utom 1971 då han blev fyra). Han blev även europamästare i stayer 1974 och 1976, samt nederländsk mästare fem gånger som professionell (och tre som amatör).
Cees Stam är far till Danny Stam (född 1972) och morfar till Yoeri Havik (född 1991), vilka båda blev framgångsrika bancyklister.
Efter den aktiva karriärens slut fortsatte Stam som stayertränare åt det nederländska cykelförbundet (KNWU) från 1980 och senare (åtminstone från 1988) som stayer-/dernyförare. 2014 körde han som pace åt sin dotterson Yoeri Havik under Amsterdams sexdagars, då han svimmade och båda två kraschade. Stam blev därefter överkörd av en annan derny och fick tillbringa en längre tid på sjukhus, varefter han slutligen gick i pension. Från 1977 till 2007 arbetade Stam även åt cykelklädesfirman AGU som produktmanager.

## Meriter

### Amatör
| 1968 2:a i stayer 1969 2:a i stayer 1970 Världsmästare i stayer | 1967 Nederländsk mästare på 50 km 1968 Nederländsk mästare i stayer 3:a på 50 km 1969 Nederländsk mästare i stayer 1970 Nederländsk mästare i stayer |

### Professionell
| 1972 2:a i stayer 1973 Världsmästare i stayer 1974 Världsmästare i stayer 1975 2:a i stayer 1976 2:a i stayer 1977 Världsmästare i stayer 1978 3:a i stayer 1979 3:a i stayer 1972/1973 2:a i derny 1973/1974 Europamästare i stayer 1974/1975 2:a i stayer 3:a i derny 1975/1976 Europamästare i stayer 3:a i derny | 1971 Nederländsk mästare i stayer 1972 Nederländsk mästare i stayer 1973 Nederländsk mästare i stayer 1974 Nederländsk mästare i stayer 1974/1975 2:a i omnium 1977 2:a i stayer 1979 Nederländsk mästare i stayer 1973/1974 3:a i Gents sexdagars (nov.) med Theo Verschueren 2:a i Zürichs sexdagars (nov./dec.) med Albert Fritz |